# 33845 Aprilrussell
33845 Aprilrussell este o planetă minoră (asteroid), cu un diametru de 1,862 km, din centura de asteroizi. A fost descoperită pe 7 aprilie 2000 la Stația Anderson Mesa de Lowell Observatory Near-Earth-Object Search. 
Obiectul prezintă o orbită caracterizată de o semiaxă mare de 2,2533386 UAi, o excentricitate de 0,15, o înclinație de 5,69869 ° în raport cu ecliptica.